# Никиштане
Никиштане (мкд. Никиштане) је насеље у Северној Македонији, у северном делу државе. Никиштане припада градској општини Ђорче Петров града Скопља. Насеље је северозападно предграђе главног града.

## Географија
Никиштане је смештено у северном делу Северне Македоније. Од најближег већег града, Скопља, насеље је удаљено 15 km северозападно.
Насеље Никиштане се налази у историјској области Скопско поље. Село је положено на првим падинама западно од Скопске котлине, која је равничарско подручје. Ка западу се издиже планина Ветерник. Надморска висина насеља је приближно 360 метара.
Месна клима је континентална са утицајем Егејског мора (жарка лета).

## Становништво
Никиштане је према последњем попису из 2002. године имало 1.114 становника.
Претежно становништво у насељу су Албанци (99%).
Већинска вероисповест је ислам.